# Johnny Briceño
John Antonio "Johnny" Briceño (n. 17 iulie 1960, Orange Walk Town⁠(d), Orange Walk District⁠(d), Belize) este un politician din Belize fiind al 5-lea și actualul prim-ministru al Belize din 12 noiembrie 2020 și lider al Partidului Unit al Poporului (PUP) din 2016. A fost lider al opoziției din 2008 până în 2011 și din 2016 până în 2020. Din 1998 până în 2007, a fost vicepremier sub conducerea primului ministru Said Musa.